# El águila y el escarabajo

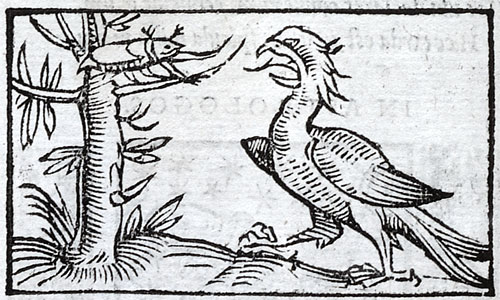
El emblema del águila y el escarabajo, del Emblematum Liber de Andrea Alciato (1534).

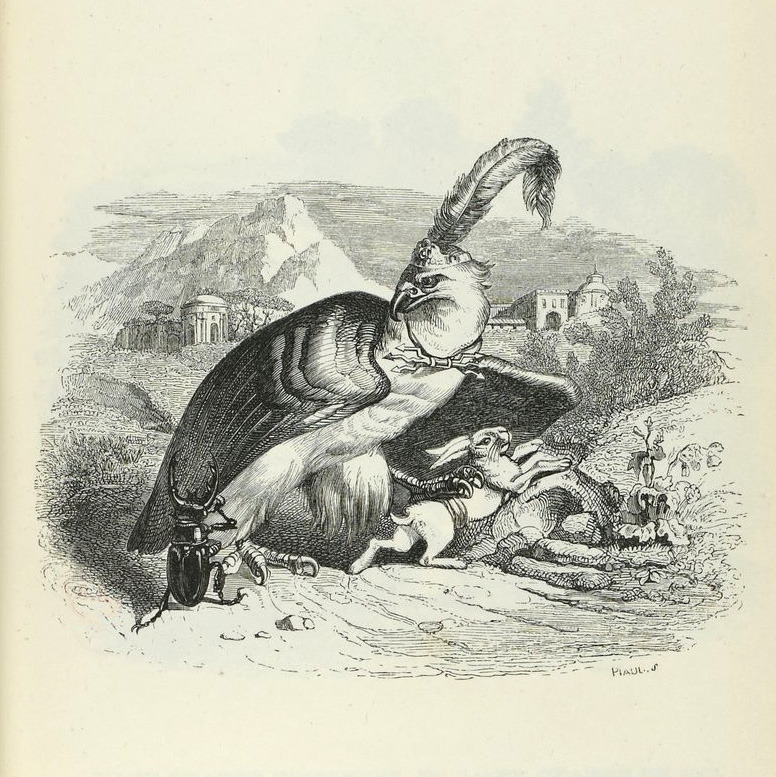
Ilustración de la fábula por parte de J. J. Grandville para las Fábulas de La Fontaine (1838-40).

La historia de la disputa entre el águila y el escarabajo (en griego: Αετός και κάνθαρος) es una de las fábulas de Esopo y a menudo se menciona en la época clásica. Tiene el número 3 en el Perry Index, y el episodio se volvió proverbial. Aunque es diferente en los detalles, se puede comparar con la fábula del águila y la zorra. En ambos casos, el águila se cree a salvo de represalias por un acto de violencia y es castigada con la muerte de sus crías.

## La fábula y sus variaciones
La historia comienza cuando una liebre, que huye de un águila, pide refugio a un escarabajo. El escarabajo suplica que el derecho de asilo está garantizado por Zeus, pero el águila, que es el ave de Zeus, lo ignora con arrogancia y hace pedazos a la liebre. En venganza, el escarabajo trepa al nido del águila y lanza sus huevos, siguiéndolos a medida que avanza. Finalmente, el águila pone sus huevos en el regazo de Zeus, pero el escarabajo vuela sobre la cabeza del dios, o, en algunas versiones, lanza una bola de estiércol sobre él, haciendo que el dios salte y deje que los huevos caigan al suelo. Hay relatos alternativos en los que el episodio de la liebre no aparece en absoluto y la disputa se relata como de larga data y consiste en redadas en los lugares de anidación de los demás. William Caxton contó la historia de una comadreja y un águila, mientras que Gilles Corrozet cuenta la historia de una hormiga y un águila en su libro de emblemas.
En la antigüedad, la historia se convirtió en la base de un irónico proverbio griego, «el escarabajo pelotero que sirve como partero del águila» (κάνθαρος αετòν μαιεύεται), tomado de una línea del Lisístrata de Aristófanes. Este fue registrado por Erasmo en su Adages (1507), junto con una alternativa latina, Scarabaeus aquilam quaerit (un escarabajo pelotero cazando un águila), usado para una persona más débil que se enfrenta a un adversario poderoso. Donde Erasmo contó la historia extensamente, Andrea Alciato dedicó un breve poema en latín a otra variación en su Emblematum Liber (1534) bajo el título A mimumus timiendum (Incluso los más pequeños son de temer). Allí explicó que “«aunque inferior en fuerza física, es superior en estrategia. Se esconde secretamente en las plumas del águila sin ser sentido, para atacar el nido de su enemigo a través de los elevados cielos. Perfora los huevos y evita que se desarrolle la esperada descendencia.»
Hieronymus Osius también trató el tema en verso latino, trazando la misma moraleja, y también contó la historia con mayor detalle en su Phryx Aesopus (1564). En ambos casos se cuenta la historia de un escarabajo pelotero (scarabaeus), como lo hizo La Fontaine en sus Fábulas (L'Escarbot et l’aigle, II. 8). En este último, el escarabajo es llevado a juicio por Zeus y convence al dios de que, de hecho, está vengando el crimen de lesa majestad. Todo lo que Zeus puede hacer es cambiar el tiempo de reproducción del águila a uno cuando el escarabajo está hibernando.
Por otro lado, Robert Dodsley lo cuenta con cierta amplitud en su colección de Select Fables of Esop (1761), pero lo acompaña con comentarios mordaces sobre su verdad en la vida. El recuento de Vikram Seth en Beastly Tales (1991) es igualmente discursivo, ya que eleva la fábula a la interpretación en verso.